# Gbesis
Els gbesis són els membres d'un grup ètnic que tenen el territori al sud-oest de Benín, al departament Atlantique que parlen la llengua gbe, gbesi. Formen part del cluster dels pobles guineans, el seu codi ètnic és NAB i el seu ID és 18818.

## Població i geografia
Segons l'ethnologue, el 2002 hi havia 65.000 gbesis i segons el joshuaproject n'hi ha 103.000.
Els gbesis viuen als municipis de Kpomassè, Allada i Tori-Bossito, al departament Atlantique, al sud de Benín. El seu territori té dues zones: un que comparteixen amb els ayizos i en el que són veïns dels saxwes i dels xweles; i l'altre, al sud del primer, en el que comparteix territori amb els fons, els ayizs i els xweles.

## Llengua
Els gbesis parlen la llengua gbe, gbesi.

## Religió
La majoria dels gbesis creuen en religions africanes tradicionals (55%) i el 45% restants són cristians. Dels cristians, la meitat són catòlics, el 30% són protestants, el 18% pertanyen a esglésies cristianes independents i el 2% es consideren d'altres esglésies cristianes. Segons el joshuaproject, només l'1% dels gbesis cristians són del moviment evangèlic.